# 도이 쇼마
도이 쇼마(일본어: 土居 聖真, 1992년 5월 21일~)는 일본의 축구 선수로, 포지션은 세컨드 스트라이커이다. 2023년 현재 J1리그의 가시마 앤틀러스에서 뛰고 있다.

## 구단 경력
도이 쇼마는 초등학교 졸업 이후 가시마 앤틀러스 유소년 팀에 입단하였다. 2011년 가시마의 1군 팀으로 승격하였다. 2013 시즌 9월 21일 주빌로 이와타전에서 프로 데뷔골을 터뜨렸다. 도이 쇼마는 2014 시즌에 세컨드 스트라이커 자리에 안착하였다. 2015 시즌 오가사와라 미쓰오, 노자와 다쿠야 등 팀의 상징적인 인물들이 달았던 등번호 8번을 물려받았다. 2월 25일 웨스턴 시드니 원더러스 FC와의 경기에서 AFC 챔피언스리그 첫 골을 기록하였다. 2016 시즌 J리그에서 우승하며, 본인 커리어 사상 첫 리그 트로피를 들어올렸다.

## 국가대표팀 경력
그는 2017년 EAFF E-1 풋볼 챔피언십에 참가할 일본 국가대표팀에 발탁되었으며, 12월 12일 중국와의 경기에서 데뷔, 대회 준우승. 그는 국제 A매치 통산 2경기에 출전했다.

## 통계

### 구단
2017년 12월 2일 기준
| 선수 기록  | 선수 기록       | 선수 기록  | 리그 | 리그 | FA컵 | FA컵 | 리그컵 | 리그컵 | 대륙대회 | 대륙대회 | 총합 | 총합 |
| 시즌       | 구단            | 리그       | 출장 | 득점 | 출장 | 득점 | 출장   | 득점   | 출장     | 득점     | 출장 | 득점 |
| 일본       | 일본            | 일본       | 리그 | 리그 | FA컵 | FA컵 | 리그컵 | 리그컵 | 대륙대회 | 대륙대회 | 총합 | 총합 |
| ---------- | --------------- | ---------- | ---- | ---- | ---- | ---- | ------ | ------ | -------- | -------- | ---- | ---- |
| 2011       | 가시마 앤틀러스 | J1         | 2    | 0    | 0    | 0    | 0      | 0      | 0        | 0        | 2    | 0    |
| 2012       | 가시마 앤틀러스 | J1         | 4    | 0    | 2    | 0    | 2      | 0      | 0        | 0        | 8    | 0    |
| 2013       | 가시마 앤틀러스 | J1         | 15   | 2    | 2    | 0    | 1      | 0      | -        | -        | 18   | 2    |
| 2014       | 가시마 앤틀러스 | J1         | 34   | 8    | 1    | 0    | 6      | 1      | -        | -        | 41   | 9    |
| 2015       | 가시마 앤틀러스 | J1         | 28   | 6    | 1    | 0    | 2      | 0      | 6        | 3        | 37   | 10   |
| 2016       | 가시마 앤틀러스 | J1         | 33   | 8    | 5    | 1    | 1      | 0      | -        | -        | 39   | 9    |
| 2017       | 가시마 앤틀러스 | J1         | 33   | 3    | 3    | 1    | 2      | 1      | 7        | 0        | 45   | 5    |
| 커리어통산 | 커리어통산      | 커리어통산 | 159  | 27   | 14   | 5    | 12     | 2      | 21       | 4        | 206  | 36   |

### 국가대표팀
| 일본 | 일본 | 일본 |
| 연도 | 출전 | 득점 |
| ---- | ---- | ---- |
| 2017 | 2    | 0    |
| 통산 | 2    | 0    |

## 수상

### 구단

#### 가시마 앤틀러스
- J1리그 (1) : 2016
- 천황배 (1) : 2016
- J리그컵 (3) : 2011, 2012, 2015
- J리그 슈퍼컵 (1) : 2017
- J리그컵 / 코파 수다메리카나 챔피언십 : 2012, 2013